# ㅕ
ㅕ – samogłoska należąca do grupy pisma hangul, do oznaczenia samogłoski półotwartej podniebiennej dźwięcznej i półotwartej tylnej niezaokrąglonej [jʌ]. Według transkrypcji McCune’a-Reischauera samogłoska brzmi "yŏ".
ㅕ wymawia się jak polskie „jo” w wyrazie „majowy”.

## Pismo

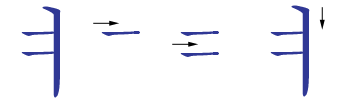
Kolejność stawiania kresek